# Inverseur de Hart

Inverseur de Hart. Les barres de mêmes couleurs ont la même longueur. Les positions relatives du point fixe, de l’entrée et de la sortie sont positionnées de la même façon sur leurs barres (à la moitié, ici).

Un inverseur de Hart en forme de A. Les barres courtes ont une longueur égale à la moitié des barres longues. Le lien entre les 2 grandes barres est situé au quart de la longueur des grandes barres. Les 2 grandes barres sont reliées en bas à une troisième barre fixe de même longueur (non représentée).

L’inverseur de Hart est un mécanisme qui fournit un mouvement en parfaite ligne droite sans guides coulissants.
Il a été inventé et publié par Harry Hart en 1874-75,.
Il peut être utilisé pour convertir un mouvement de rotation en un mouvement en ligne droite en fixant un point sur une barre courte et en faisant tourner en arc de cercle une autre barre, (les points fixes et le bras d'entraînement forment un système à 6 barres dont 5 mobiles).
L’inverseur de Hart est basé sur un antiparallélogramme.